# HMS Aurora (1887)
Den engelske panserkrydser Aurora var bygget af stål, og Orlando-klassen på syv skibe var større udgaver af den beskyttede krydser Mersey, men forsynet med sidepanser. Sammenlignet med den foregående Imperieuse-klasse var sejlrigningen droppet fra starten, og det kom der nogle langt mere vellykkede skibe ud af. Imidlertid indtraf der samme problemer som under bygningen af den klasse, i og med at skibene blev tungere end planlagt, og dermed kom til at ligge dybere i vandet, hvorved sidepanseret blev næsten værdiløst. I Royal Navy tog man konsekvensen af denne udvikling og byggede ikke flere krydsere med sidepanser (dvs. panserkrydsere) i en periode på næsten 10 år.
På deres prøvetogter var alle skibene hurtigere end de bestilte 18 knob, idet de nåede mellem 18,8 knob (Australia) og 19,4 knob (Undaunted).
Aurora var det ottende af foreløbigt 11 skibe i den britisk flåde med dette navn. Aurora er den romerske gudinde for morgenrøden, overtaget fra den græske gudinde Eos.

## Tjeneste
Aurora blev først indlemmet i Kanalflåden, der opererede i den Engelske Kanal. I 1893 blev den en del af Kystvagtseskadren, og i 1899 blev den sendt til eskadren i Kina. Aurora blev solgt i 1907.